# Entovalva nhatrangensis
Entovalva nhatrangensis is een tweekleppigensoort uit de familie van de Lasaeidae. De wetenschappelijke naam van de soort is voor het eerst geldig gepubliceerd in 2010 door Bristow, Berland, Schander & Vo.